# Charles Blount, 1:e earl av Devon

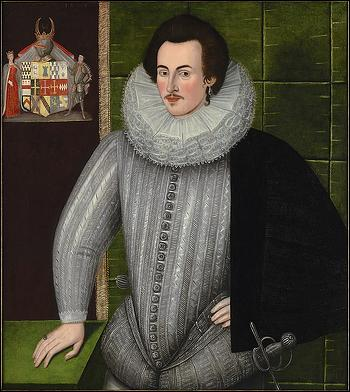
Charles Blount, 1:e earl av Devon.

Charles Blount, 1:e earl av Devon och 8:e baron Mountjoy, född 1563, död 3 april 1606, var en engelsk ädling. Han tjänade som lordlöjtnant av Irland under Elisabet I:s och Jakob I:s regeringstider.

## Tidigt liv
Charles Blount var sonson till William Blount, 4:e baron Mountjoy. Hans ungdomliga skönhet väckte drottning Elisabets intresse och Robert Devereux, 2:e earl av Essex svartsjuka, och ledde till en duell mellan de två hovmännen, som senare i livet blev nära vänner. Mellan 1586 och 1598 tillbringade Blount mycket tid på kontinenten, i tjänst i Nederländerna och Bretagne. Han reste tillsammans med Robert Devereux och Walter Raleigh på deras expedition till Azorerna 1597, tillsammans med sin avlägsne släkting Christopher Blount (1555–1601).

## Irland
1600 for Blount till Irland som lord deputy för att efterträda Devereux, där han lyckades kväsa Hugh O'Neill, 2:e earl av Tyrones uppror, vilket Devereux misslyckats med. Blount fick slut på Nioårskriget genom en hänsynslös användning av den brända jordens taktik i rebellernas fäste Ulster. I juli 1601 lyckades han landstiga vid Lough Foyle nära Derry och genomträngde den norra delen av provinsen vilket underminerade Ulsterrebellerna. I december samma år besegrade han O'Neills spanska allierade vid Kinsale och fördrev dem från landet. 1603 tvingades O'Neill underkasta sig Blount vid Mellifont, nära Dundalk, efter Jakob I:s trontillträde. Blount fortsatte i tjänst med den mer förnäma titel lordlöjtnant (1603–1604). Han gav de tidigare rebellerna amnesti och hedersomnämnanden, vilket ledde till djup kritik från engelsmännen.

## Senare i livet
Blount tjänade som en av sir Walter Raleighs domare 1603, efter att ha återvänt till England; samma år gjorde Jakob I honom till master of the ordnance och earl av Devon, och förlänade honom omfattande ägor.
Blount tog den berömda skönheten Penelope Devereux, lady Rich, hustru till Robert Rich och syster till Robert Devereux, som älskarinna. Efter att hennes bror avrättats 1601 skilde sig lady Rich från sin make och gifte sig 1605 med Blount som hon redan hade flera barn med. De vigdes av hans kaplan William Laud som senare blev ärkebiskop av Canterbury.
Blount fick inga legitima barn, så hans titlar dog ut med honom. Bland hans barn med Penelope Rich (alla födda före äktenskapets ingående) märks Mountjoy Blount, 1:e earl av Newport.